# Oxytropis kansuensis
Oxytropis kansuensis är en ärtväxtart som beskrevs av Aleksandr Andrejevitj Bunge. Oxytropis kansuensis ingår i släktet klovedlar, och familjen ärtväxter. Inga underarter finns listade i Catalogue of Life.